# Lothar Richter (Ökonom)
Lothar Richter (geboren 22. August 1894 in Myslowitz, Deutsches Reich; gestorben 11. November 1948 in Halifax (Nova Scotia)) war ein deutsch-kanadischer Sozialrechtler, Ökonom und Hochschullehrer.

## Leben
Lothar Richter war ein Sohn des Rechtsanwalts Paul Richter. Er besuchte das humanistische Gymnasium in Myslowitz, studierte ab 1912 Jura an den Universitäten in Berlin und Leipzig und wurde 1915 bei Rudolf Leonhard und Richard Schott an der Universität Breslau mit der Dissertation Die Form der Verträge, die Grundstücksveräußerungen abändern promoviert. Nach dem Referendariat wurde Richter Geschäftsführer des Kreiswohlfahrtsamts in Landeshut. Mit der Schrift Kreiswohlfahrtsamt und ländliche Wohlfahrtspflege wurde er 1919 bei Alfred Weber in Breslau zum Dr.rer.pol. promoviert.
Richter war anschließend in der Sozialversicherungsabteilung des Reichsarbeitsministeriums beschäftigt und an der Ausarbeitung von Gesetzestexten für das Gesundheitswesen, für die Arbeitslosenversicherung und die Arbeitsunfallversicherung beteiligt. Er schrieb Gesetzeskommentare und auch Artikel über die verschiedenen Sozialversicherungssysteme in Europa und den USA. Er war 1924 Mitherausgeber des Handwörterbuchs der Wohlfahrtspflege. Richter engagierte sich in der Erwachsenenbildung und hielt Kurse im Evangelischen Johannesstift Spandau und wirkte mit im Vorstand der Heimvolkshochschule „Internationale Højskole“ in Helsingør. Nach der Machtergreifung der Nationalsozialisten 1933 wurde Richter wegen seiner jüdischen Herkunft aus dem Staatsdienst entlassen.
Richter floh 1933 nach England und ging 1934 nach Kanada, wo er zunächst mit Unterstützung der Carnegie-Stiftung eine Beschäftigung als Deutschdozent an der Dalhousie University in Halifax fand. 1936 wurde er dort Professor für Ökonomie und Politikwissenschaften und Leiter des „Institute of Public Affairs“ und dessen Vierteljahrsschrift. Richter starb 1948 bei einem Verkehrsunfall.

## Schriften (Auswahl)
- Oscar Weigert, Lothar Richter: Die Versorgung und die soziale Fürsorge für Kriegsbeschädigte und Kriegshinterbliebene nach dem geltenden Reichsrecht. Berlin: Voss, 1921
- Otto Wölz, Fritz Ruppert, Lothar Richter: Die Notstandsmaßnahmen zur Unterstützung von Rentenempfängern der Invaliden- und Angestelltenversicherung. 1922
- Otto Wölz, Fritz Ruppert, Lothar Richter: Die Fürsorgepflicht. 1924
- Mitherausgeber: Handwörterbuch der Wohlfahrtspflege. 1924
- Redaktionsmitglied: Die Reichsversicherung. Zeitschrift für die gesamte Sozialversicherung.
- Das Gesetz über die Beschäftigung Schwerbeschädigter mit den einschlägigen Vorschriften. 1927
- Die Verordnung über Krankenbehandlung und Berufsfürsorge in der Unfallversicherung. 1929
- Die zweite Verordnung über Ausdehnung der Unfallversicherung auf Berufskrankheiten.  1929
- Krankenbehandlung und Berufsfürsorge in der Unfallversicherung. 1930
- Mitherausgeber: Canada's unemployment problem. 1939